# Statue de Gribeauval
La statue de Gribeauval (ou statue du général de Gribeauval, voire monument à Gribeauval) est une statue réalisée par le sculpteur Auguste Bartholdi représentant Jean-Baptiste Vaquette de Gribeauval. Cette statue monumentale est située dans la cour d'Angoulême de l'hôtel des Invalides, dans le 7e arrondissement de Paris.

## Histoire
Jean-Baptiste Vaquette de Gribeauval (1715-1789) est connu comme un réformateur de l'artillerie française.
Cette statue est commandée à Auguste Bartholdi après une souscription publique pour orner la cour d'Angoulême qui est, à l'époque, l'entrée du musée d'Artillerie. Elle est réalisée en 1878.

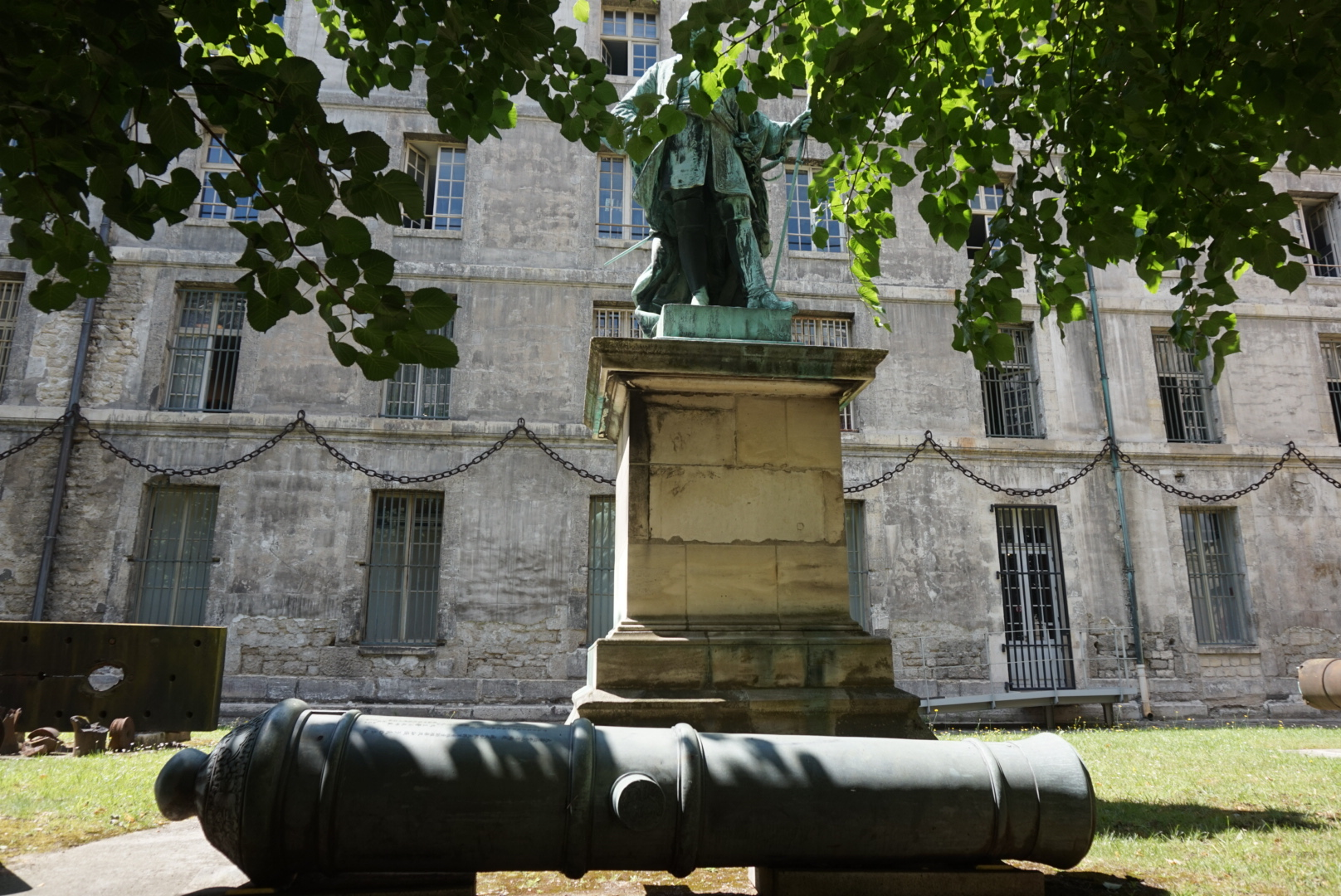
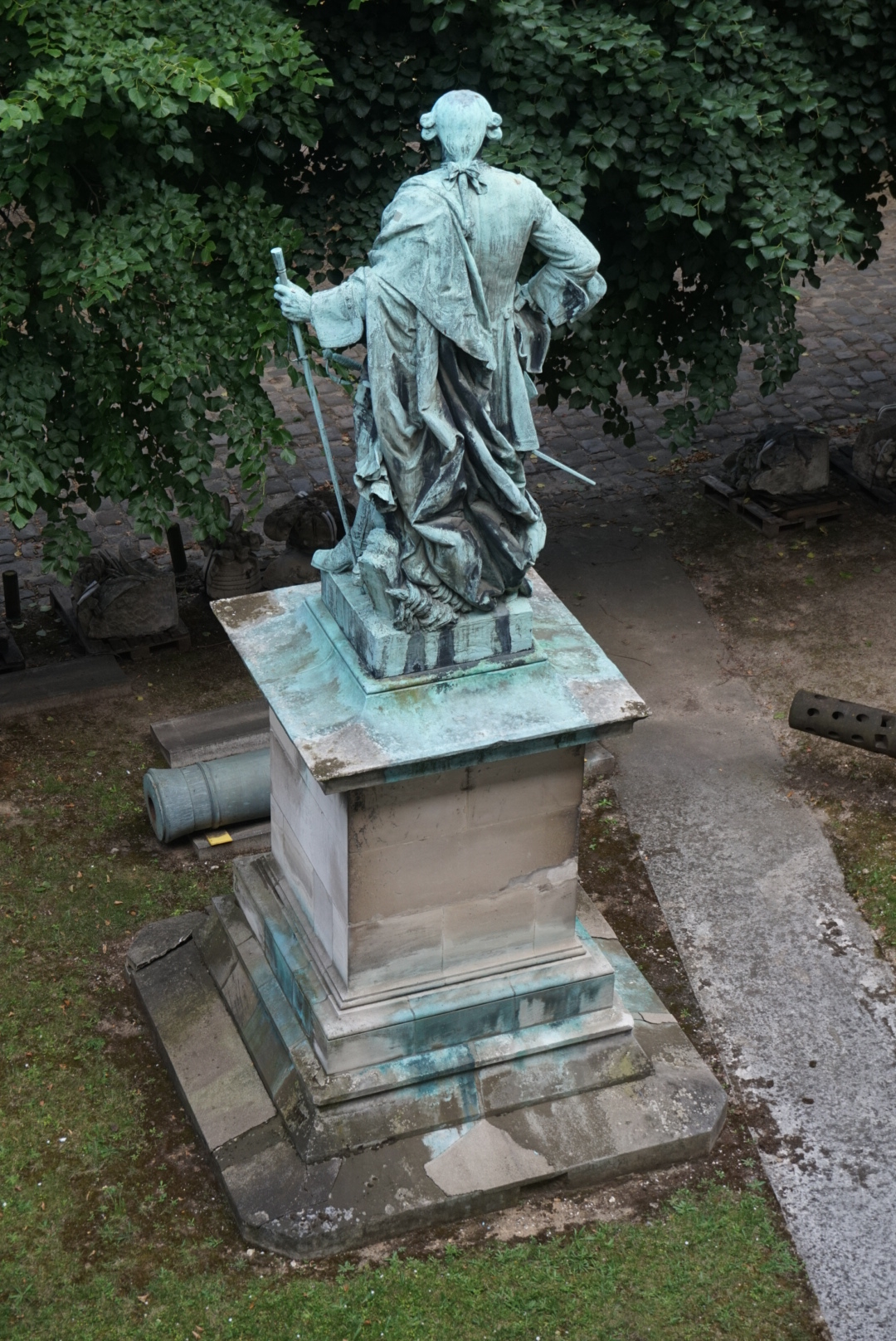
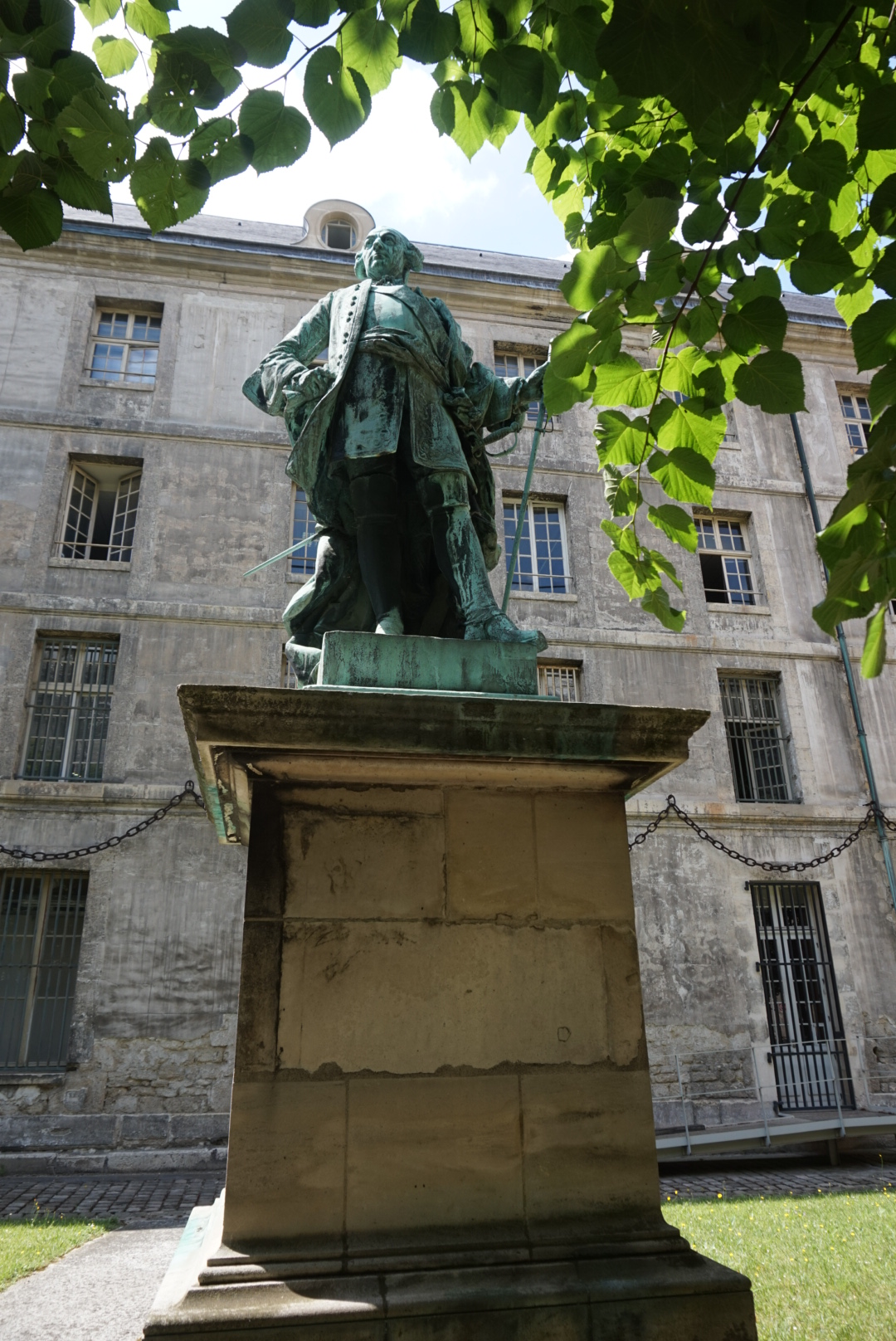
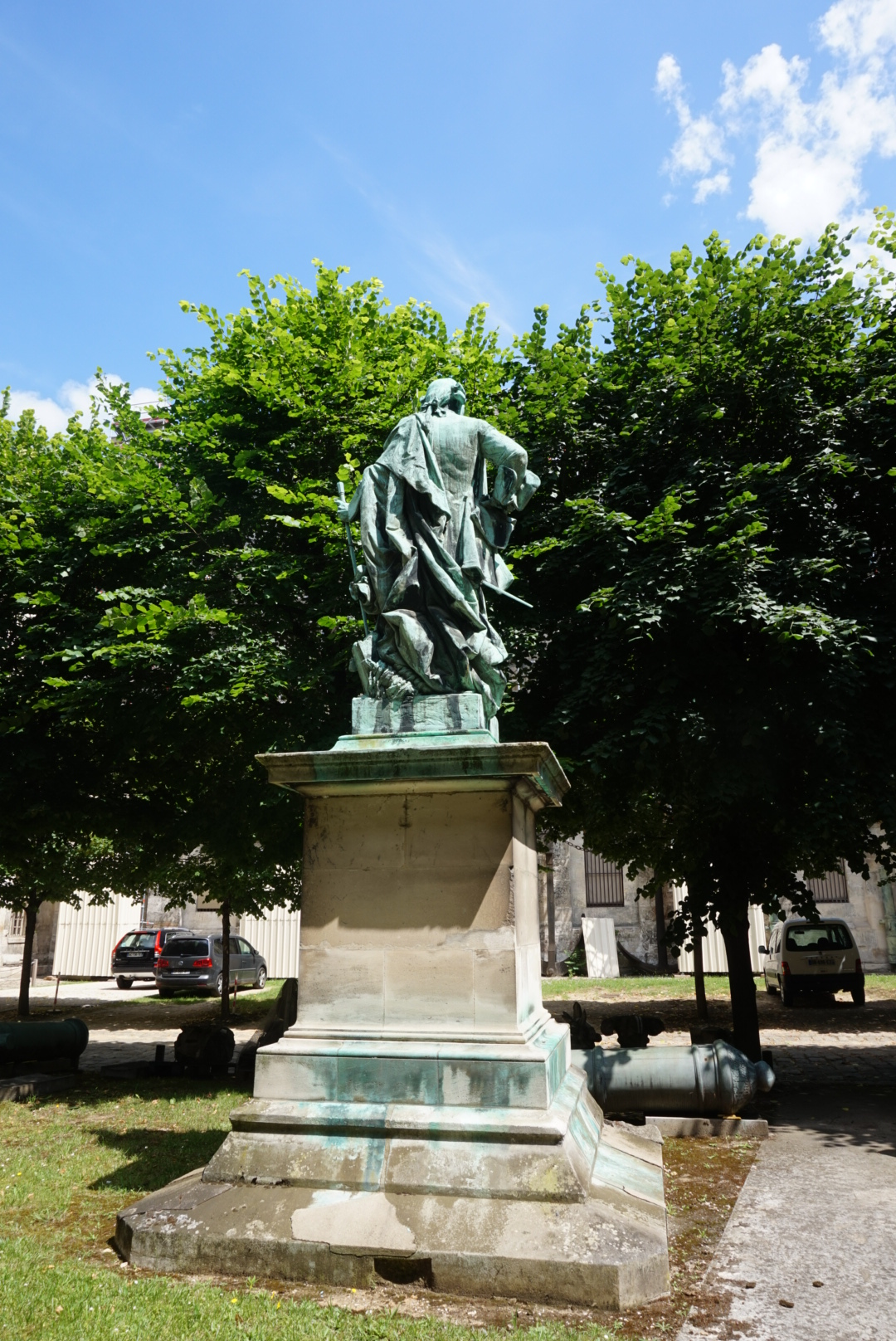